# Triệu Đại
Triệu Đại là một xã thuộc huyện Triệu Phong, tỉnh Quảng Trị, Việt Nam.
Xã Triệu Đại có diện tích 9,4 km², dân số năm 1999 là 5.866 người, mật độ dân số đạt 624 người/km².

## Hành chính
Xã Triệu Đại được chia thành 5 thôn: Đại Hào, Đại Hòa, Lương Tài Xá, Quảng Điền, Quảng Lượng.